# Robert Jankel
Robert Jankel (* 1. Januar 1938 in London; † 25. Mai 2005) war ein britischer Designer für Automobile und der Gründer von Panther Westwinds. Die von ihm gegründete Jankel Group baut seit den 1980er Jahren Spezialfahrzeuge.

## Ausbildung
Nach seiner Schulzeit in der St Paul’s School, absolvierte er ein Studium am Chelsea College in London. Nach erfolglosen Versuchen als Autoverkäufer zu arbeiten willigte er ein, in das Familienunternehmen Goldenfields, spezialisiert auf Kinder- und Jugendmoden, einzutreten. 1972 verkaufte er seine Geschäftsanteile und gründete die Firma Panther Westwinds mit Sitz in Weybridge in der Grafschaft Surrey im Südosten von England.

## Berufliche Leistung
Mit dem Panther DeVille bot Jankel das teuerste britische Automobil der 1970er Jahre an. Auch war Jankel erfolgreich in der Modeindustrie.

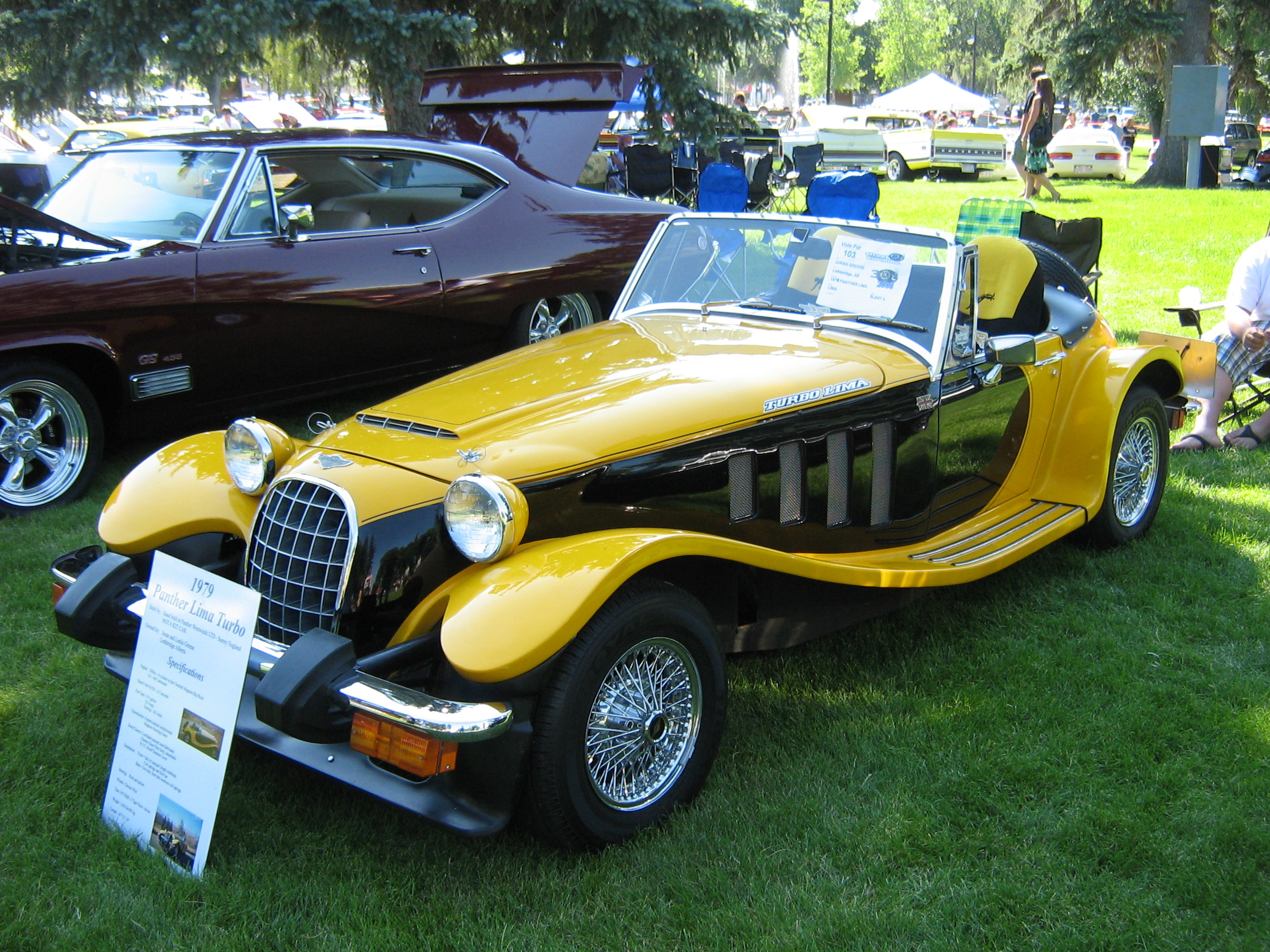
Panther Lima Turbo, 1976
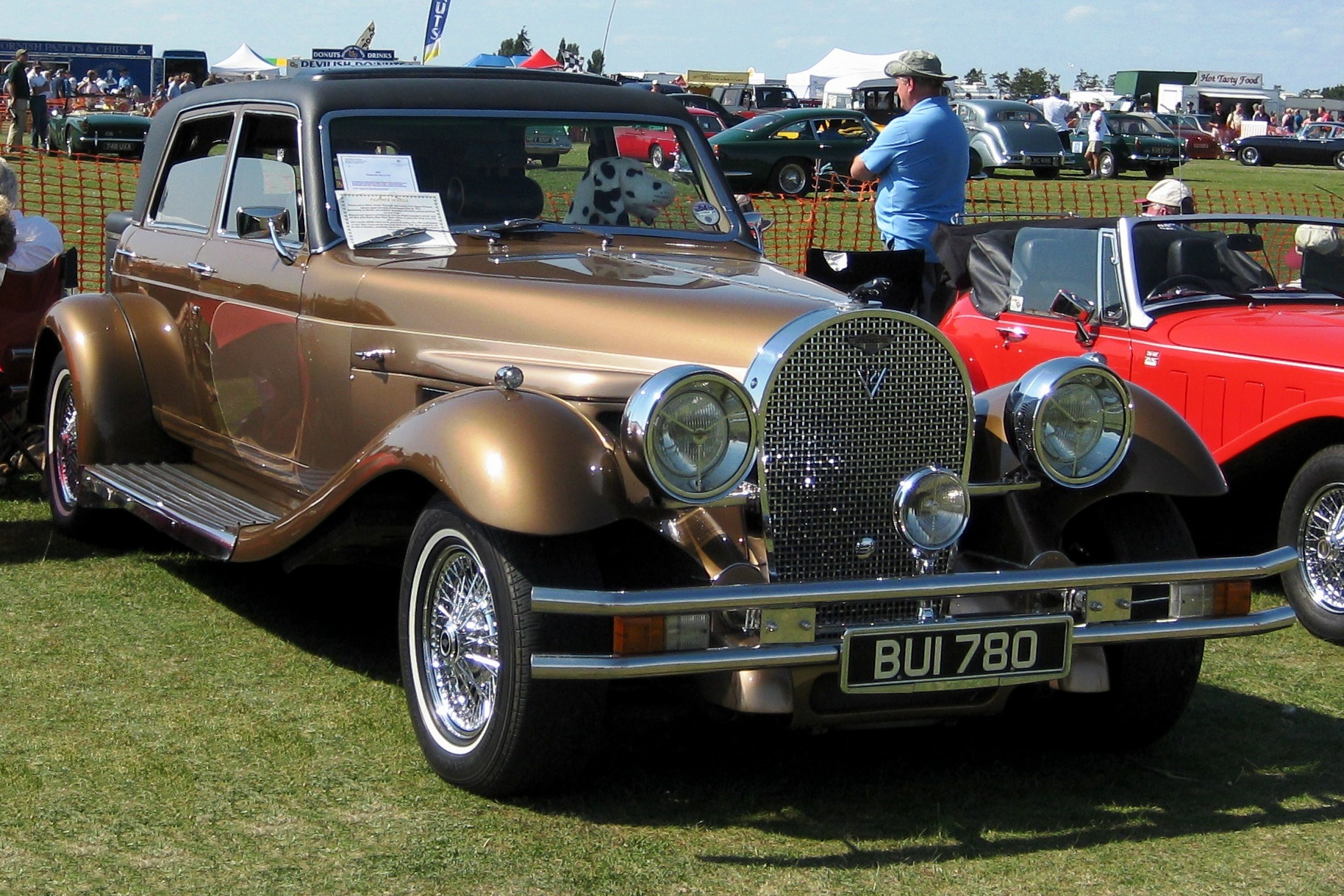
Panther De Ville, 1982
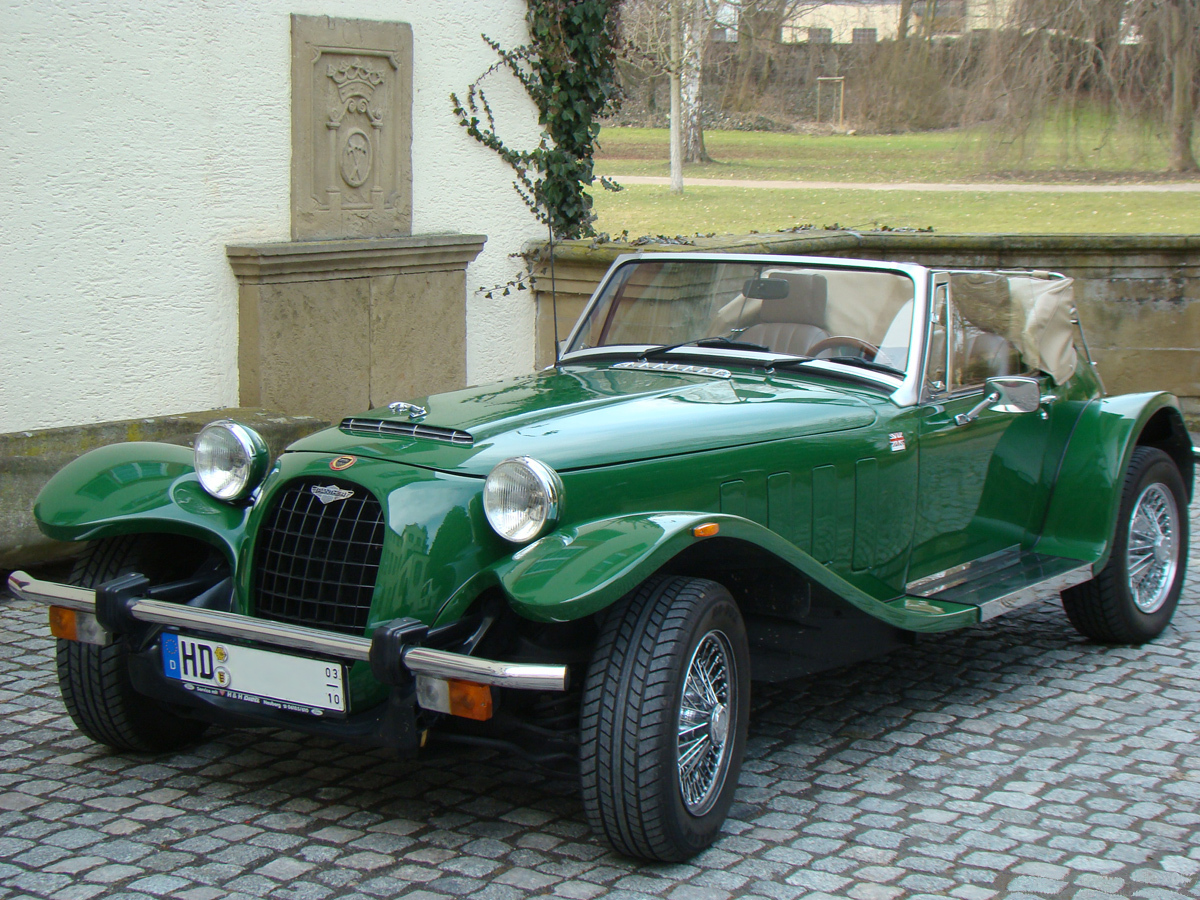
Panther Kallista, 1984